# Jorge Amado

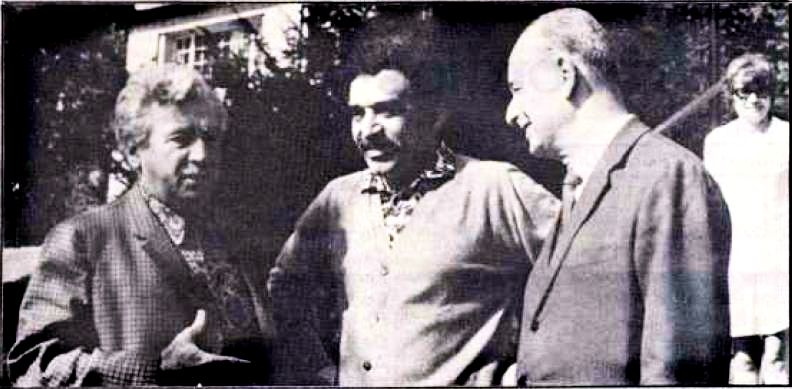
De izq. a der.: Jorge Amado, Gabriel García Márquez y Adonias Filho.

Jorge Leal Amado de Faria (Itabuna, Bahía, 10 de agosto de 1912-Salvador, 6 de agosto de 2001) fue un escritor brasileño, miembro de la Academia Brasileña de Letras. Era primo del diplomático Gilberto Amado.

## Biografía
Nació en la Hacienda de Auricídia, en el municipio de Itabuna, al sur del estado de Bahía. Su padre era dueño de una plantación de cacao. Cuando tenía un año su familia se estableció en la población de Ilhéus, en el litoral de Bahía, donde Jorge pasó su infancia. Hizo los estudios secundarios en la ciudad de Salvador, capital del estado. En este período comenzó a trabajar en periódicos y a participar de la vida literaria y fue uno de los fundadores de la llamada Academia de los Rebeldes. Sus obras muestran un Brasil mestizo.
Jorge publicó su primera novela, llamada El País del Carnaval, en 1931, a los 18 años. Se casó con Matilde García Rosa dos años después, y con ella tuvo una hija, Lila, que nació en 1933, año en que publicó su segunda novela, Cacao.
Se graduó en la Facultad Nacional de Derecho  en Río de Janeiro en 1935. Militante comunista, fue obligado a exiliarse en Argentina y Uruguay entre 1941 y 1942, período en que hizo un viaje por América Latina. Al regresar a Brasil se separó de Matilde García Rosa.
En 1946 fue elegido miembro de la Asamblea Nacional Constituyente por el Partido Comunista Brasileño (PCB), siendo el diputado más votado del estado de São Paulo. Como diputado fue autor de la ley que asegura la libertad de culto religioso. En este mismo año se casa con la también escritora Zélia Gattai.
En 1947, año en que nació Joel Jorge, su primer hijo con Zélia, el partido fue declarado ilegal y sus miembros fueron perseguidos y apresados. Jorge tuvo que exiliarse en Francia, donde se quedó hasta 1950. Su primera hija, Lila, murió en 1949. Entre 1950 y 1952, Amado residió en Checoslovaquia, donde nació su hija Paloma.
Al volver a Brasil, en 1955, Jorge Amado se distanció de la militancia política, pero sin dejar el Partido Comunista. Se dedicó desde entonces integralmente a la literatura. Fue elegido el 6 de abril de 1961 a la Academia Brasileña de Letras. Recibió el título de doctor honoris causa por diversas universidades. También recibió el título de Obá de Xangô en la religión Candomblé.
Su obra ha sido adaptada al cine, al teatro y a la televisión, y también ha sido tema de varios trabajos de escuelas de samba en el Carnaval brasileño. Sus libros están traducidos a 49 idiomas y publicados en 55 países. Existen también publicaciones en Braille y cintas de audio grabadas para ciegos.
En 1987 se inauguró en el Largo do Pelourinho, en la ciudad de Salvador de Bahía, la Fundación Casa de Jorge Amado, que abriga y preserva su acervo para investigadores. La fundación también ayuda el desarrollo de actividades culturales en el estado de Bahía.
Jorge Amado murió en la ciudad de Salvador el 6 de agosto de 2001. Fue incinerado y sus cenizas fueron enterradas en el jardín de su casa el día 10 de agosto, cuando hubiera cumplido 89 años.

## Premios y títulos
La obra literaria de Jorge Amado recibió diversos premios brasileños y extranjeros, sobresaliendo:
- Premio Lenin de la Paz (Unión Soviética, 1951)
- Premio Jabuti, 1959
- Latinidad (Francia, 1971)
- Nonino (Italia, 1982)
- Orden Carlos Manuel de Céspedes (Cuba, 1988)[5]
- Dimitrov (Bulgaria, 1989)
- Pablo Neruda (Rusia, 1989)
- Premio Etruria de Literatura (Italia, 1989)
- Cino del Duca (Francia, 1990)
- Mediterráneo (Italia, 1990)
- Premio Luís de Camões (Brasil-Portugal, 1995)
- Ministério da Cultura (Brasil, 1997)

Recibió los títulos de Comendador y Grande Oficial de las órdenes de Argentina, Chile, España, Francia, Portugal y Venezuela. Recibió también títulos de Doctor Honoris Causa de universidades de Brasil, Portugal, Italia, Israel y Francia. El título francés fue el último que recibió personalmente, en 1998, cuando ya estaba enfermo.
El 4 de diciembre de 2014 recibió (post mortem) de la Asamblea Legislativa de Bahía el Título de Ciudadano Benemérito de la Libertad y Justicia Social João Mangabeira. en razón de su trayectoria en defensa de los intereses sociales, la más alta distinción del Estado.
En 2012, Correos de Brasil lanzó el sello Jorge Amado 100 años, en honor al centenario del nacimiento del escritor, como también fue honrado por la escuela de samba Imperatriz Leopoldinense con la trama Jorge, Amado Jorge.
En 2017 fue honrado por la ciencia brasileña al utilizar su nombre como inspiración para bautizar una nueva especie de anfibio en territorio brasileño, el Phyllodytes amadoi.

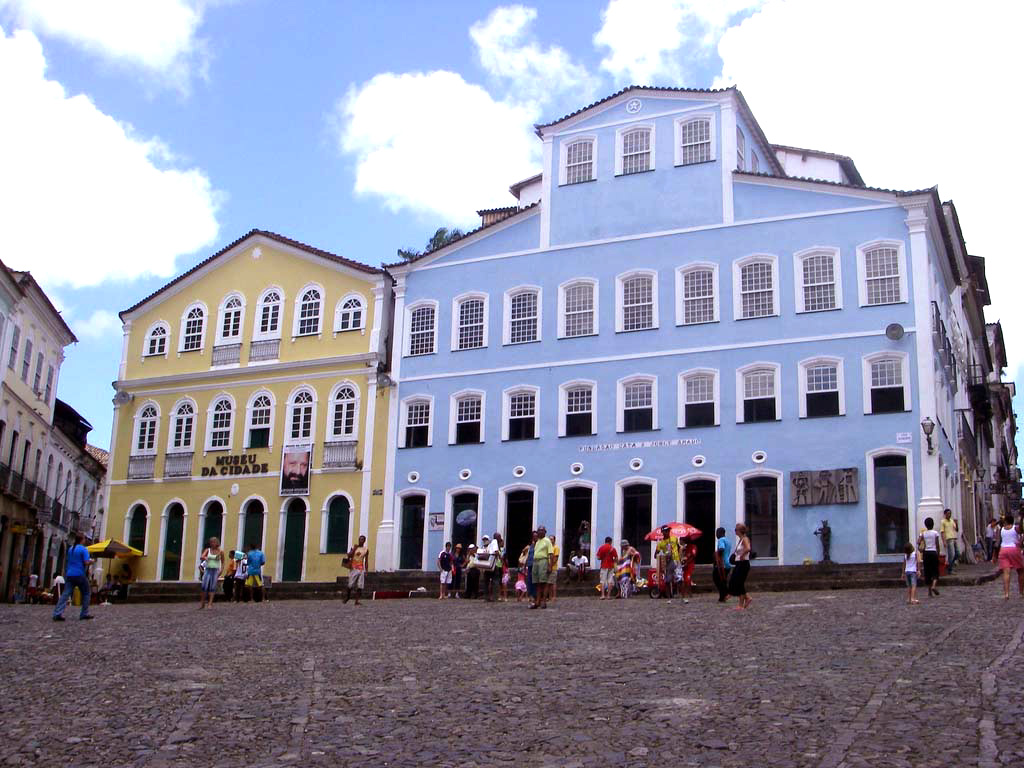
La Fundação Casa de Jorge Amado (à la derecha, en azul) en Largo do Pelourinho en Salvador de Bahía.

## Obras

### Novelas
- El país del Carnaval, 1931
- Cacao, 1933
- Sudor, 1934
- Jubiabá, 1935
- Mar Muerto, 1936
- Capitanes de la arena, 1937
- Tierras del sin fin, 1943
- San Jorge de los Ilheus, 1944
- Seara roja, 1946
- Los subterráneos de la libertad (3 volúmenes, 1954)
- Gabriela, Clavo y Canela, 1958
- Los viejos marineros o Capitán de altura, 1961
- Los pastores de la noche, 1964
- Doña Flor y sus dos maridos, 1966
- Tienda de los milagros, 1969
- Teresa Batista cansada de guerra, 1972
- Tieta de Agreste, 1977
- Uniforme, frac y camisón de dormir, 1979
- Tocaia grande, 1984
- La desaparición de la santa, 1988
- De cómo los turcos descubrieron América, 1994

### Relatos
- La muerte y la muerte de Quincas Berro Dágua, 1961
- Del reciente milagro de los pájaros, 1979

### Libros para niños
- El Gato Mallado y la golondrina Siñá, 1976
- La pelota y el arquero, 1984

### Biografías
- El ABC de Castro Alves / El cantor de los esclavos: Castro Alves, 1941
- El Caballero de la esperanza (biografía de Luís Carlos Prestes), 1942

### Teatro
- El amor del soldado, 1947

### Memorias
- El niño grapiuna, 1982
- Navegación de cabotaje, 1992[12]

## Breve análisis de su obra
Jorge Amado adoptó un compromiso social con los pobres, los desposeídos, los marginados de la sociedad: obreros, campesinos, rameras y vagabundos pueblan sus novelas, se convierten en protagonistas y héroes.
Con el paso de los años, Amado fue cambiando su concepción del bien y el mal, de la pobreza y la riqueza: en los momentos de militancia comunista aceptaba el bien identificado con la pobreza y el mal con la riqueza, poco a poco comprendió que el bien y el mal no son frutos de la pobreza o la riqueza, sino que nacen de la voluntad y el carácter de cada persona.[cita requerida]
Su obra literaria tuvo dos fases bien diferenciadas: en primer lugar, de carácter claramente social y político, lo que puede verse en obras como O País do Carnaval, Cacau, Suor, Jubiabá, Capitães de areia y Os subterrâneos da liberdade, entre otras. En obras como Gabriela, Cravo e Canela, Dona Flor e Seus Dois Maridos', Tenda dos milagres, Tereza Batista cansada de guerra y Tieta do Agreste, se percibe una vertiente más regionalista, según la opinión del profesor, crítico e historiador de la literatura brasileña Alfredo Bosi.
El éxito de la literatura latinoamericana de la década de los años 60 tuvo un precursor en la obra de Jorge Amado, en cuyas obras mezcla el realismo social con unas acertadas dosis de humor, erotismo y sensualidad, con el heroísmo de la tradición romántica del siglo XIX, y con las pasiones, los amores y los odios propios del melodrama.

### Novelas de Bahía
Esta denominación, dada por el propio escritor, se refiere a las novelas que tienen a Salvador de Bahía como escenario. Jorge Amado denuncia las injusticias sociales y la opresión en un mundo dividido entre buenos y malos, negros y blancos, oprimidos y opresores, pobres y ricos: O país do Carnaval, Suor y Capitães da areia.

### Novelas ligadas al ciclo del cacao
En Cacau, São Jorge dos Ilhéus y Terras do sem-fim denuncia la explotación de los trabajadores rurales por los exportadores de cacao en las haciendas del sur de Bahía; Amado narra historias líricas de malandrines y vagabundos elevados a la categoría de héroes románticos y folletinescos: Mar morto, Gabriela, cravo e canela, ésta de 1958, se convirtió en uno de los mayores éxitos editoriales de la literatura brasileña. En esta tendencia se encuadra también la novela A morte e a morte de Quincas Berro d'Água, en la que Jorge Amado crea uno de sus mejores personajes, el marinero Quincas Berro d'Água. 
En estas novelas las protagonistas son grandes heroínas, muy conocidas por el público brasileño: Gabriela, Tieta do agreste y Dona Flor. 

### Otras obras
Jorge Amado escribió también dos importantes biografías noveladas: ABC de Castro Alves y O cavaleiro da esperança en la que narra la vida de Luís Carlos Prestes, el primer presidente del Partido Comunista Brasileño.
En 1992, Amado publicó Navegação de cabotagem, cuyo subtítulo es "apuntes para un libro de memorias que jamás escribiré", un libro de escritos fechados pero no ordenados cronológicamente, en los que el autor relata pasajes de su vida personal y de su carrera literaria.

## Estilo literario
Amado representó el modernismo regionalista (segunda generación de modernismo), junto con Arico Verissimo, Rachel de Queiroz, José Américo de Almeida, José Lins do Rego y Graciliano Ramos.

## Creencias
A pesar de que se autodenominaba materialista, Amado era un practicante del umbanda y del candomblé. De este último en el que ejercía el rango de honor de Obá de Xangá en el Ilá Axé Opá Afonjá, de la que estaba muy orgulloso.

## Correspondencia
Más de 100.000 páginas de cartas intercambiadas con personas de todo el mundo están en proceso de ser catalogadas y conservadas en una colección aislada de su fundación. La donación se hizo con una condición escrita: "Jorge escribió que sólo cincuenta años después de su muerte se abriera este material al público", según la poetisa Myriam Fraga, que dirige la casa desde su creación hace veinte años.
Desde reportajes sobre libros y obras de arte hasta acontecimientos cotidianos, mantuvo correspondencia con los grandes escritores, poetas e intelectuales de su época: Graciliano Ramos, Érico Veríssimo, Mário de Andrade, Carlos Drummond de Andrade, Monteiro Lobato y Gilberto Freyre, entre muchos otros brasileños; Pablo Neruda, Gabriel García Márquez y José Saramago, entre muchos otros extranjeros. En el campo de la política, la correspondencia fue con nombres tan variados como Juscelino Kubitschek, François Mitterrand y Antônio Carlos Magalhães.
Las cartas muestran cómo el escritor recibía las solicitudes más inesperadas y presentaba a las personas en una época en la que el diálogo por correo era intenso. La correspondencia personal de Jorge Amado puede ser una fuente inestimable de investigación.
Algunos extractos extraídos de un reportaje exclusivo de Josélia Aguiar para la revista Entre Livros - Año 2 - n.º 16:
- De Glauber Rocha, sin fecha, sobre la nueva película (La Edad de la Tierra, 1980). "Empecé el día llorando la muerte de Clarice (Lispector)", comienza la carta, y pasa a hablar de la nueva película: "Se está haciendo como se escribe una novela. Cada día filmo de dos a siete planos, con sonido directo, improvisados a partir de determinados temas (...) En definitiva, estoy teniendo la sensación de 'escribir con la cámara y con el sonido', intentando un camino que derritió la mente de Jece (Valadão, actor) (...)".
- Mário de Andrade, poco después de leer Mar morto, en 1936, elogió lo que llamó "realidad honesta" y la "bella tradición de poner en prosa el lirismo de la poesía": "El joven Jorge Amado, gran promesa del mundo intelectual, acaba de doctorarse en novelística".
- Monteiro Lobato, también fuertemente impresionado tras leer Mar morto (Mar muerto), 1936: "Lo leí con la misma emoción trágica que siempre despiertan en mí sus libros", y dice que, cuando visitó los muelles del puerto de Salvador, había "previsto" que la obra sería escrita: "Un día Jorge Amado prestará atención y pintará los dramas que deben existir aquí. Lo adiviné".
- Pablo Neruda (en una breve carta, manuscrita, fechada el 16 de octubre y de año incierto): "¿Podría hacer uno o dos recitales pagados en Brasil?" (...) "¿Hay algún empresario interesado en organizar seriamente esta gira?" (...).

Otros amigos de Jorge Amado fueron: Federico Fellini, Alberto Moravia, Yves Montand, Jorge Semprún, Pablo Picasso, Oscar Niemeyer, Vinícius de Moraes, Jean-Paul Sartre y Simone de Beauvoir.

## Referencias

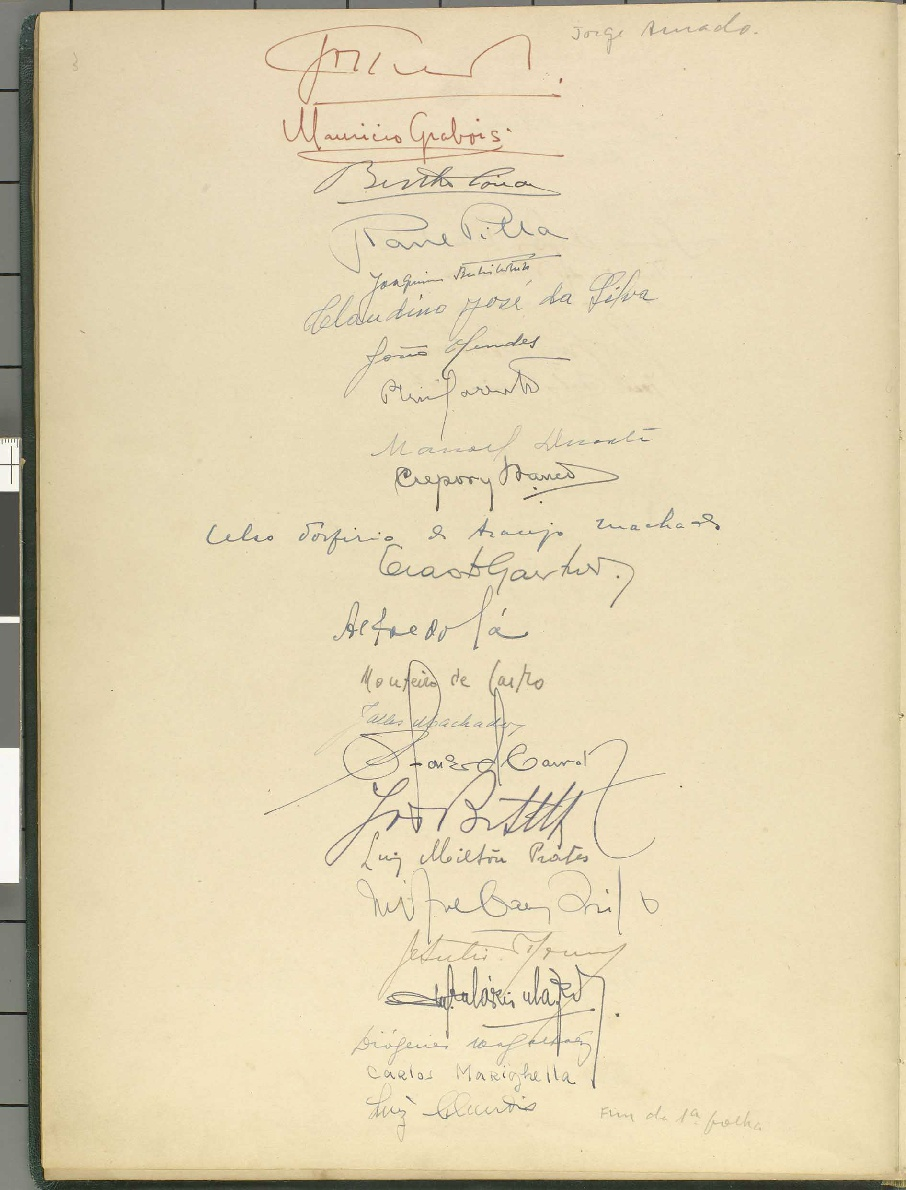
Firma de Jorge Amado en la promulgación de la Constitución de la República de los Estados Unidos de Brasil de 1946. Su firma es la primera empezando por arriba.